# Castle Wolfenstein
Castle Wolfenstein — компьютерная игра в жанре «action-adventure», разработанная Сайласом Уорнером и выпущенная в 1981 году компанией Muse Software. Первая игра в серии Wolfenstein.
Castle Wolfenstein является одной из ранних игр, в которой игровой процесс основан на игровых механиках стелса и шутера. В ретроспективе Castle Wolfenstein стал рассматриваться как одна из игр, послуживших прототипом и оказавших непосредственное влияние на игры жанра стелс и шутер от первого лица, а также называется одной из первых игр среди стелсовых приключенческих шутеров.
Действие игры развивается во время Второй мировой войны, главный герой — военнопленный, помещённый в нацистскую крепость c названием Вольфенштайн. В какой-то момент ему удаётся освободиться и раздобыть оружие. После этого ему ставится задача — разыскать в замке секретные нацистские планы военных действий и выбраться из крепости живым. Игровой процесс представляет собой приключения в лабиринте, где игрок может использовать пистолет и гранаты, устранять врагов, прокрадываться мимо патрулирующих охранников, обыскивать сундуки и поверженных нацистов.
После выхода Castle Wolfenstein быстро занял высокие места в рейтингах игровых журналов и стал одной из самых продаваемых игр. Изначально Castle Wolfenstein вышел для компьютеров Apple II, и впоследствии в течение трёх лет игра была портирована на Commodore 64, DOS и Atari 8-bit. Критики жаловались на долгие игровые действия, требующие от игрока терпения, и на программные ошибки портированных версий. Посчитав графику простой и эффектной, журналисты хорошо отозвались о Castle Wolfenstein за её увлекательность.

## Игровой процесс
Castle Wolfenstein является приключенческим боевиком, выполненным в двумерной спрайтовой графике с видом сверху.
Управляемый игроком персонаж попадает в плен в тылу врага, и его заключают в нацистскую крепость Вольфенштайн. В ожидании допроса главному герою удаётся освободиться и получить в своё распоряжение пистолет с 10 патронами и три гранаты. В этот момент начинается игра, где протагонисту необходимо отыскать вражеские секретные документы, в которых отражены планы противника, и далее выбраться из замка живым.
Игровой мир представляет собой процедурно-сгенерированный лабиринт из примерно 60 комнат замка, в котором находится множество нацистских охранников и штурмовиков СС. Врагов можно устранять с помощью имеющегося оружия, а в дальнейшем обыскивать их, находя патроны, гранаты или ключи. В некоторых случаях охранник сдаётся — если «в упор» направить на него пистолет, даже если тот без патронов. Игровой процесс построен таким образом, что боеприпасов для уничтожения всех врагов не хватает, и поэтому более приемлемой стратегией для игрока становится использование возможности прокрасться мимо охранников. Это сделать затруднительно, так как вражеские персонажи патрулируют комнаты замка и реагируют на шум, который может создать главный герой. В замке имеются сундуки, которые, потратив некоторое игровое время, можно открывать с помощью найденных ключей, и в них можно найти бронежилет, униформу и секретные документы. Кроме этих предметов в сундуках могут оказаться и другие — квашеная капуста, колбаса или шнапс, — их главный герой может есть, но далее на игровой процесс это не влияет. Униформа позволяет протагонисту проходить незамеченным мимо нацистов, но против штурмовиков СС она остается бесполезной. Ускорить открывание сундука можно выстрелив в него, но это привлечёт находящихся в комнате охранников. Кроме того, игроку нужно остерегаться стрельбы в сундуки с боеприпасами (содержащие патроны и гранаты), так как из-за этого они могут взорваться. В лабиринте замка есть запертые двери, которые могут быть открыты найденным ключом или посредством выстрела из пистолета.
Для прохождения замка протагонисту нужно найти выход из лабиринта и тем самым совершить побег. Если до этого момента игрок находит секретные документы, то после побега ему повышают звание, и это увеличивает сложность последующей игры. Далее изменяется планировка замка и игра начинается заново. Всего в игре 8 уровней сложности, определяемых званием игрока, и до тех пор, пока не будет получено новое звание, получить доступ к более сложным уровням нельзя.
Погибнуть игрок может как от выстрела противника, так и от взрыва собственной гранаты. При этом последствия разные: в первом случае состояние замка сохраняется (сундуки и охранники остаются такими же, и происходит рестарт из начальной комнаты), а во втором игра полностью заканчивается (лабиринт генерируется заново).

## Разработка и выпуск
Игра была разработана Сайласом Уорнером (англ. Silas Warner) в компании Muse Software. Программированием в том числе занимались Дейл Грей (англ. Dale Gray) и Джордж Ванделл (англ. George Varndell). Обложку игры нарисовал Джон Бенсон. До этого времени Сайлас создавал множество разных продуктов, среди которых значатся игры, музыка, голосовое звуковое сопровождение, образовательные программы. В то время на рынке было множество игр о космических вторжениях, вариаций «пинг-понга», симуляций технологических сражений, и эти игры совпадали с имеющимся опытом разработки Сайласа. Причём на то время он фактически спроектировал игру ABM о технологических сражениях, и она уже готовилась к выходу на рынок компанией Muse Software. Но на этом фоне задумываемый Castle Wolfenstein оказывался совсем другим.
Сайлас Уорнер уже проектировал игру в сеттинге середины 1980-х, но после просмотра фильма «Пушки острова Наварон» был поражён и увлечён проведённой в нём операцией бойцов «коммандос», которые прорывались в Наваронскую крепость для того, чтобы уничтожить немецкую артиллерийскую батарею. В тот же вечер Сайлас посетил один из магазинов 7-Eleven, где впервые сыграл в аркадную игру Berzerk. В этой игре происходит перестрелка роботов, и тогда пришла мысль о том, чтобы заменить их нацистами, из этого родилась идея Castle Wolfenstein. Как всё начиналось Сайлас описывает следующим образом:
Мне не хотелось создавать космическую игру. Таких игр было слишком много на рынке. И я не хотел игру о танковых сражениях. Я собирался сделать что-нибудь особенное, и начал с того, что парень бегает по комнатам, и я намеревался выбрать сеттинг середины 1980-х. Но потом с этим оказалась проблема, и я тогда работал над авантюристическим генератором персонажей. И затем я увидел «Пушки острова Наварон»...
Оригинальный текст (англ.)I didn't want to have a space game. There are so many on the market. And I didn't want a tank attack. This was a different thing to do. It started out as a guy, running around the rooms. I had that set up in mid-1980. Then the problem became to do with it, and I was working  with this high risk character generator. Then I saw The Guns of Navarone....
Создавая игру, Сайлас использовал звуковое сопровождение, имитирующее голоса охранников. В 1981 году это было революционной технологией для компьютеров, и для её осуществления Сайлас разработал специальную утилиту The Voice. Если игрок прислушивался к тому, что говорили персонажи, то можно было услышать одну из пяти команд: нем. Achtung, Schweinhund, Halt! и др. (с нем. — «Тревога, Сволочь, Стоять!»). Помимо этого, Сайлас добавил в игру процедурную генерацию уровней. Она выполнялась в оригинальной версии 35—60 секунд при старте игры, и в результате игрок получал новое множество из 60 комнат, расположение которых было практически всегда разным.
Разрабатывая игру, Сайлас архитектурно спроектировал её в трёх разных программах, каждая из которых находилась отдельно на дискете и подгружалась. Первая инициализировала графику и задавала 64 взаимозаменяемых планов этажей. Вторая задавала поведение охранников в замке, и третья обрабатывала поведение управляемого игроком персонажа. Сайлас в интервью сообщил, что большой объём работы ушёл на синхронизацию данных программ, но результат его удовлетворил.
Выпуск игры компанией Muse Software состоялся в сентябре 1981 года для компьютеров Apple II. В дальнейшем Castle Wolfenstein была портирована на другие платформы: DOS, Atari 8-bit, Commodore 64. Первым было произведено портирование на Atari, и версия для этих компьютеров вышла через полгода после оригинальной. Позже, в 1983 году, вышли версии для Commodore 64 и DOS.
Согласно сообщению в журнале Antic, после выхода Castle Wolfenstein быстро занял первые строчки рейтингов игровой прессы и стал одной из самых популярных компьютерных игр. 30 июня 1982 года в журнале Computer Gaming World был опубликован рейтинг самых продаваемых компьютерных игр, в котором Castle Wolfenstein заняла 11—13 место с 20 000 проданными экземплярами. Игра стала настолько популярной, что в 1984 году был выпущен коммерческий трейнер, который не только позволял модифицировать Castle Wolfenstein, но и исправлял ожидание открытия сундуков, программные ошибки и ускорял старт игры.

## Оценки и мнения
| Иноязычные издания           | Иноязычные издания                          |
| Издание                      | Оценка                                      |
| ---------------------------- | ------------------------------------------- |
| AllGame                      | [ 4 ]                                       |
| Награды                      |                                             |
| Издание                      | Награда                                     |
| Computer Gaming World (1996) | Рейтинг лучших игр всех времён, 116-е место |

Обозреватель Creative Computing пожаловался на большой объём документации и слишком долгую игру, которая растянута тем, что приходится ждать открывания сундуков, внутри которых оказывается бесполезный набор предметов. Но при этом критик отметил, что долгий побег сто́ит того, чтобы ждать.
Рецензент журнала Ahoy!, оценивая версию для Commodore 64, сообщил, что для игры необходимо терпение, так как приходится долго ждать открывания сундуков. Ещё одним недостатком он назвал подзагрузку данных с дискеты при заходе в каждую комнату. И третьей проблемой журналист назвал программную ошибку: если управляемый игроком персонаж врезается в стену, то экран «истерически» наполняется спецэффектами. Помимо описанного, критик посчитал неудобным управление с клавиатуры, так как игрок не успевает достаточно быстро выполнять игровые действия. Но вместе с тем обозреватель в заключение сказал, что у Castle Wolfenstein простая, но эффектная графика, а сама игра увлекательна и представляет собой настоящее приключение.
В обзоре варгеймов и стратегических компьютерных игр журнала Computer Gaming World редакция поставила Castle Wolfenstein 1,5 звезды из 5. В данной публикации игра названа классической, которая, невзирая на устаревшую графику, осталась в памяти обозревателей. И несмотря на это, в 1996 году та же редакция поставила Castle Wolfenstein на 116-е место в рейтинге лучших игр всех времён. Богдан Ион Пуркару в своей книге об истории компьютерных игр, изданной в 2014 году, сообщил, что DOS версия игры использовала графическое разрешение 320×200 с 4 цветами, и это было редкостью в то время, а сама графика игры выглядела хорошо.

## Наследие
В 1984 году Muse Software выпустила сиквел — Beyond Castle Wolfenstein, в котором была похожая графика, а игровой процесс так же основывался на механиках стелса и шутера, но в него были добавлены нововведения — использование ножа, система пропусков, возможность подкупа охранников. В дальнейшем развитие привело к появлению одной из самых долгоживущих серий компьютерных игр: на 2023 год насчитывается 12 выпущенных игр, последняя из которых вышла в 2019 году.
Castle Wolfenstein сыграла существенную роль в появлении и формировании жанров стелс и шутер от первого лица. Так, Богдан Ион Пуркару рассматривает игру как инновационный ранний приключенческий шутер, основанный на стелсовых механиках, и зачисляет её в один из первых стелсовых приключенческих шутеров. В публикации GameSpot о Castle Wolfenstein сообщили, что жанр шутера от первого лица был «выкован» в стенах замка Вольфенштайн, а сама игра представила ряд новых стелсовых механик. Кейси Алкаис, менеджер по маркетингу компании EA DICE, в своём обзоре игр жанра стелс на ресурсе Gamasutra посчитал, что первые основы жанра закладывались ещё в Pac-Man, но игровые механики стелс сформировались только с появлением Castle Wolfenstein, после чего начали появляться другие игры, использующие те же идеи. В обзоре серии на сайте Xbox посчитали Castle Wolfenstein прото-стелс игрой, содержащей все элементы стелс, ставших впоследствии стандартными в жанре. Один из создателей Wolfenstein 3D Джон Ромеро в интервью Retro Gamer сказал, что Castle Wolfenstein это «оригинальный стелсовый шутер».
Castle Wolfenstein оказала непосредственное влияние на третью игру серии, Wolfenstein 3D, разработанную компанией id Software. Джон Ромеро утверждает, что у авторов игры начальная идея была «создать трёхмерный Castle Wolfenstein». Помимо этого, когда перед создателями встала проблема выбора названия, то было предложено и отвергнуто множество вариантов. В конце концов id Software купили права у Сайласа Уорнера на использование Wolfenstein. Первоначальный концепт Wolfenstein 3D («Castle Wolfenstein в 3D») впоследствии существенно изменился, так как разработчики в ядро игрового процесса заложили скорость и упрощение уничтожения врагов. Поэтому задуманные и программно реализованные возможности, такие как перетаскивание тел, обыск поверженных врагов и другие, были изъяты.